# Solo (canção de Clean Bandit)
"Solo'" é uma canção do grupo britânico Clean Bandit, gravada para o seu segundo álbum de estúdio What Is Love?. Conta com a participação da cantora norte-americana Demi Lovato. O seu lançamento ocorreu a 18 de maio de 2018 através da Atlantic Records.

## Faixas e formatos
| Descarga digital |                                            |         |  |
| N.º              | Título                                     | Duração |  |
| 1.               | "Solo" (com a participação de Demi Lovato) | 3:42    |  |

## Desempenho nas tabelas musicais

### Posições
| Tabela musical (2018)                             | Melhor posição |
| ------------------------------------------------- | -------------- |
| Alemanha Single-Charts                            | 1              |
| Austrália - ARIA Singles Chart                    | 7              |
| Áustria - Ö3 Austria Top 40                       | 1              |
| Bélgica - Ultratop 50 (Flandres)                  | 3              |
| Bélgica - Ultratop 50 (Valónia)                   | 3              |
| Canadá - Canadian Hot 100                         | 14             |
| Croácia - ARC 100                                 | 2              |
| Dinamarca - Tracklisten                           | 4              |
| Escócia - Scottish Singles Chart                  | 2              |
| Eslováquia - Singles Digitál Top 100              | 1              |
| Espanha - PROMUSICAE                              | 28             |
| Estados Unidos - Billboard Hot 100                | 58             |
| Estados Unidos - Billboard Dance/Electronic Songs | 4              |
| Finlândia - Suomen virallinen lista               | 1              |
| Hungria - Single Top 40                           | 1              |
| Irlanda - Top 100 Singles                         | 1              |
| Israel - Media Forest                             | 1              |
| Itália - FIMI                                     | 19             |
| Líbano - The Official Lebanese Top 20             | 6              |
| México - Mexico Ingles Airplay                    | 1              |
| Noruega - VG-lista                                | 2              |
| Nova Zelândia - NZ Top 40 Singles Chart           | 21             |
| Países Baixos - Single Top 100                    | 14             |
| Polónia - Polish Airplay Top 100                  | 1              |
| Portugal - AFP                                    | 7              |
| Reino Unido - UK Singles Chart                    | 1              |
| Chéquia - Singles Digitál Top 100                 | 1              |
| Rússia - Tophit 100                               | 1              |
| Suécia - Sverigetopplistan                        | 2              |
| Suíça - Schweizer Hitparade                       | 2              |
| Suíça - Les charts de la Suisse romande           | 1              |

### Certificações
| País          | Provedor          | Certificação |
| ------------- | ----------------- | ------------ |
| Austrália     | ARIA              | Ouro         |
| Canadá        | Music Canada      | Platina      |
| Dinamarca     | IFPI Dinamarca    | Ouro         |
| Finlândia     | Musiikkituottajat | Ouro         |
| Itália        | FIMI              | Ouro         |
| Nova Zelândia | IFPI Dinamarca    | Ouro         |
| Reino Unido   | BPI               | Ouro         |